# Charles Crahay
Charles Crahay (n. 9 noiembrie 1889, Antwerpen, Flandra, Belgia) a fost un scrimer ce a reprezentat Belgia, medaliat olimpic. A participat la 2 ediții ale Jocurilor Olimpice (1924, 1928) în care a câștigat o medalie de argint.